# Paracaryum densum
Paracaryum densum är en strävbladig växtart som först beskrevs av Karl Heinz Rechinger och H. Riedl, och fick sitt nu gällande namn av Heller. Paracaryum densum ingår i släktet Paracaryum och familjen strävbladiga växter. Inga underarter finns listade i Catalogue of Life.